# Мартьянова, Марта Валерьевна
Марта Валерьевна Мартьянова (род. 1 декабря 1998, Казань) — российская фехтовальщица на рапирах. Олимпийская чемпионка 2020 года, дважды серебряный призёр чемпионатов Европы.

## Биография
Родилась в 1998 году в Казани. Занимается фехтованием с 8 лет, первым тренером спортсменки была Елена Александровна Прохорова.
В 2014 году стала чемпионкой мира среди кадетов в индивидуальном первенстве. В этом же году стала серебряной медалисткой на Вторых летних юношеских Олимпийские игры в Нанкине.
В 2017 году стала чемпионкой Европы среди кадетов и юниоров, победив в финальной схватке соотечественницу Аделю Абдрахманову. В 2017 году впервые получила приглашение во взрослую сборную России, на чемпионате Европы в Тбилиси в составе сборной стала серебряной медалисткой, россиянкам удалось победить шведок и венгерок, однако в финальном поединке сильнее были рапиристки из сборной Италии.
В 2018 году, на чемпионате Европы в Сербии выиграла серебряную награду в командном первенстве. Россиянки выиграли у спортсменок из Испании, затем победили француженок, однако снова проиграли финальный поединок спортсменкам из Италии.
В 2021 году на Олимпийских играх в Токио стала олимпийской чемпионкой в составе команды российских рапиристок. В финальной схватке с представительницами Франции Марта в решающий момент поединка повредила ногу (позже было диагностировано растяжение связок), согласно правилам турнира у сборной России не было замен (единственная разрешённая регламентом замена была проведена в полуфинальном бое), согласно регламенту в случае невозможности выхода спортсменки на фехтовальную дорожку, сборной России засчитывалось техническое поражение. Однако спортсменка нашла в себе силы продолжить финальный поединок после медицинской паузы, в течение которой лодыжка спортсменки была тейпирована и «заморожена». 
Церемонию награждения спортсменка покидала в инвалидной коляске из-за невозможности самостоятельно передвигаться.

## Награды
- Орден Дружбы (11 августа 2021 года) — за большой вклад в развитие отечественного спорта, высокие спортивные достижения, волю к победе, стойкость и целеустремленность, проявленные на Играх XXXII Олимпиады 2020 года в городе Токио (Япония)[5].
- Заслуженный мастер спорта России (30 июня 2021 года)[6].
- Орден «За заслуги перед Республикой Татарстан» (16 августа 2021 года) — за значительный вклад в развитие отечественного спорта, достижение высоких спортивных результатов на Играх XXXII Олимпиады 2020 года в городе Токио (Япония)[7].
- Почётный гражданин Казани (16 августа 2021 года) — за высокие спортивные достижения во славу России, Республики Татарстан и города Казани[8].